# 陈红岩
陈红岩，中国人民解放军空军少将。

## 生平
毕业于北京航空航天大学。曾任解放军总政治部干部部科技文职干部局局长。2013年9月，升任北京军区空军政治部副主任。2014年7月16日，晋升少将。因涉嫌违法犯罪，2015年2月军事检察机关对其立案侦查。